# Cháy rừng Tây Hoa Kỳ tháng 9 năm 2020
Cháy rừng miền Tây Hoa Kỳ vào tháng 9 năm 2020 là một loạt các sự kiện cháy rừng lớn hiện đang diễn ra trên khắp miền Tây Hoa Kỳ có tác động lớn trong tháng 9, đặc biệt là ở các tiểu bang California, Oregon, Washington, Arizona, Nevada, Idaho, Utah, và Montana. Vào tháng 8, giông bão nghiêm trọng đã gây ra nhiều vụ cháy rừng khắp California, Oregon, và Washington. Vào tháng 9, nhiều đám cháy hơn đã bùng lên trên khắp Bờ Tây Hoa Kỳ. Được thổi bởi những cơn gió mạnh và gió giật mạnh, nhiều đám cháy nhanh chóng bùng phát với quy mô kỷ lục và chưa từng có. Các đám cháy đã giết chết ít nhất 33 người và thiêu rụi hơn 4,6 triệu mẫu đất.

## Bối cảnh
Thời tiết khô hạn kỷ lục xảy ra ở Bờ Tây Hoa Kỳ vào cuối năm 2019, kéo dài đến tháng 1 và tháng 2 năm 2020, khiến chính quyền tiêu bang và báo chí lo ngại; các điều kiện tương tự cũng được báo cáo trên khắp bờ biển phía tây. Vào ngày 22 tháng 3, tình trạng khẩn cấp đã được Thống đốc California Gavin Newsom ban bố do tình trạng cây cối chết hàng loạt trên toàn tiểu bang, có khả năng làm tăng nguy cơ cháy rừng; Oregon chính thức tuyên bố bắt đầu mùa cháy rừng cùng tháng đó. Mặc dù có mưa nhẹ vào cuối tháng 3 và tháng 4, tình trạng hạn hán nghiêm trọng vẫn tồn tại và được dự đoán là sẽ kéo dài vào cuối năm do mùa mưa xảy ra muộn hơn. Sau khi hỏa hoạn bắt đầu ở Washington vào tháng 4, một số đám cháy khác đã xảy ra trên khắp Bờ Tây, dẫn đến các hạn chế cấm đốt ở Washington và Oregon, đến tháng 7.